# Чингисов камень

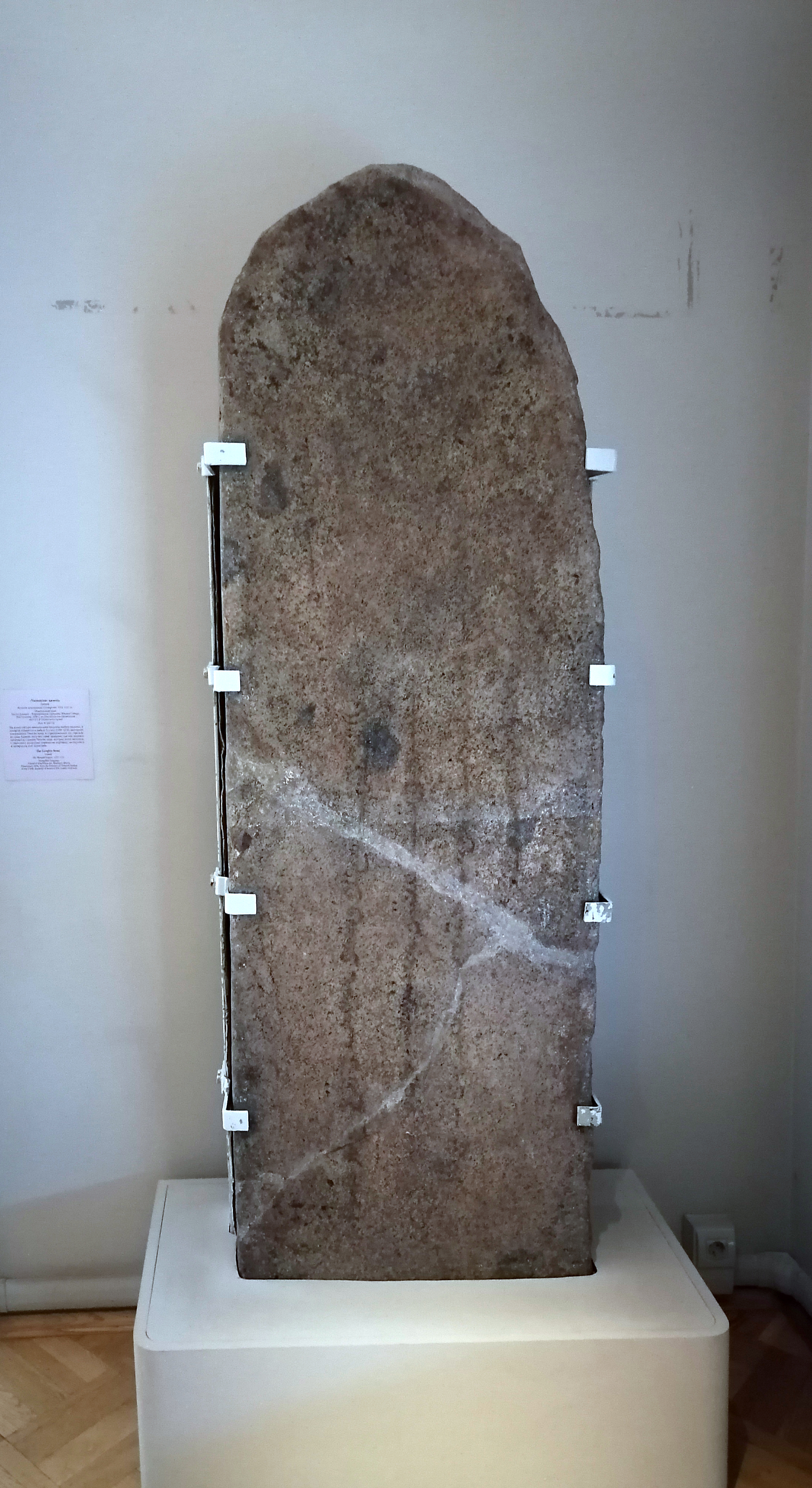
«Чингисов камень» в Эрмитаже

«Чингисов камень» (монг. Чингисийн чулууны бичиг) — эпиграфический памятник, гранитная стела с надписью старомонгольским письмом, обнаруженная в Забайкалье в начале XIX века. Датируется 1224—1225 годами и является, таким образом, древнейшим из сохранившихся памятников старомонгольской письменности. Надпись посвящена Есунке (Есунгу), сыну Джочи-Хасара, племяннику Чингис-хана. С 1936 года хранится в Государственном Эрмитаже.

## Открытие
Первое сообщение о камне с высеченной «восточными буквами» надписью оставил исследователь Сибири Г. И. Спасский в журнале «Сибирский вестник» (1818). Позднее выяснилось, что камень был обнаружен в 1802 году недалеко от остатков поселения, известного сейчас как Хирхиринское городище, при впадении реки Хирхиры в Урулюнгуй (бассейн Аргуни). Местные толмачи прочитывали на камне имя «Чингис хан», почему он и получил такое название. Камень некоторое время находился в селе Нерчинский Завод (сейчас — в Нерчинско-Заводского районе Забайкальского края), в кабинете «натуральной истории» при горном училище, откуда в 1829 году вместе с грузом золота был отправлен в Санкт-Петербург. В 1832 году каменная стела была доставлена в столицу и сначала передана в Министерство финансов, а затем — в Академию Наук и «вделана в стену в сенях» Азиатского музея. В 1936 году «Чингисов камень» поступил в Государственный Эрмитаж, где и находится по сей день, занимая центральное место в постоянной экспозиции Зала искусства Монголии (третий этаж музея).

## Изучение
Надпись на «Чингисовом камне»:
 ᠴᠢᠩᠭᠢᠰ ᠬᠠᠭᠠᠨ ‍ᠢ
ᠰᠠᠷᠲᠠᠭᠣᠯ ᠢᠷᠭᠡ ᠳᠠᠣᠯᠢᠵᠦ ᠪᠠᠭᠣᠵᠣ ᠬᠠᠮᠦᠬ ᠮᠣᠩᠭᠣᠯ ᠣᠯᠣᠰ ‍ᠣᠨ
ᠨᠣᠶᠠᠳ ‍ᠢ ᠪᠣᠬᠠ ᠰᠣᠴᠢᠭᠠᠢ ᠬᠣᠷᠢᠭᠰᠠᠨ ᠳᠣᠷ
ᠶᠢᠰᠦᠩᠭᠡ ᠣᠵᠣᠨᠣᠳᠦᠷ ‍ᠣᠨ ᠬᠣᠷᠪᠠᠨ ᠵᠠᠭᠣᠳ ᠭᠣᠴᠢᠨ ᠲᠠᠪᠣᠨ ᠠᠯᠳᠠᠰ
ᠲᠣᠷ ᠣᠨᠳᠣᠣᠵᠯᠠᠭ ‍ᠠ 
Надпись на «Чингисовом камне» может быть транслитерирована следующим образом:
Činggis Qan-i Sartaγul irge (d)aγuliju baγuju qamuγ Mongγol ulus-un noyad-i Buqa (S)očiγai quriγsan-dur Yisüngge ontudur-un γurban jaγud γučin tabun aldas-tur ontudulaγ-a.

Транслитерация Доржи Банзарова:
Чингисъ-хани Сартагулъ иргэнъ таулиджу багуджу хамукъ монголъ улусунъ арат-и Буга-Сучигай хуриксанъ-дуръ Исункэ Хонгодор-унъ гурбанъ дзагунъ гучинъ табунъ алтакъ туръ ондулага.
Перевод Р.-Н. Ванчикова (первая попытка полного перевода надписи): 
Когда Чингис-хан соизволил овладеть сартольским народом и присоединить к древнему становищу всего монгольского народа, находящиеся вообще по Онону побеждены тремя стами тридцатью пятью посланными.
Перевод Шмидта (наиболее критикуемый): 
От Чингис-хана, когда он покорив сартагольский народ, воротился и положил конец вражде от прежних времен всех монгольских народов всем трем стам тридцати пяти демонам ... в знак изгнания.
В развернувшейся в 1830-40-х годах полемике по вопросам монгольской эпиграфики, где дискутантами выступали Я. И. Шмидт и Н. Я. Бичурин (Иакинф), определённое место занимала и проблема перевода надписи на камне. Бурятский учёный Д. Банзаров писал археологу П. С. Савельеву: «Надпись эта особенно прославлена руганкою, которую немец Шмидт задавал по-русски почтенному отцу Иакинфу. Мне хочется теперь посрамить „черные кости“ немца и косвенно оградить о. Иакинфа. В разборе этой надписи я теперь уже столько сделал, что если бы я имел 1/100 той смелости, с какой разбирал её Шмидт, то давно отправил бы свой перевод к вам». Банзаров также просил Савельева обратиться Бичурину за подробностями о Есунке, которые могли быть найдены в частично переведённой Бичуриным китайской хронике Юань-ши. В 1851 году Банзаров в статье «Объяснение монгольской надписи на памятнике князя Исунке, племянника Чингис-хана» (Записки императорского Русского археологического общества. Т. 3.) опубликовал перевод надписи:
Когда Чингис-хан, после нашествия на народ сартагул (хорезмийцев), возвратился, и люди всех монгольских поколений собрались в Буга-Сучигае, то Исунке (Есунгу) получил в удел триста тридцать пять воинов хонгодорских
В 1927 году монголоведом И. Н. Клюкиным был сделан новый перевод:
Когда Чингис-хан, по возвращении с захвата власти сартагулов, всех нойонов народа монгол поставил на состязание в стрельбе, то Исунке на триста тридцать пять маховых сажен расстояния (прицела) выстрелил из лука

Перевод Игоря де Рахевильца и Ф. Рыбацкого: 
"When Činggis Qan, despoiling the Sartaγul people, dismounting, the noblemen of the entire Mongol nation had gathered (at) Buqa Sočiγai. Yisüngge, when long-distance shooting, shot (an arrow) at long distance to 335 aldas" i.e: "When Činggis Qan, having subjugated the Sartaγul (= Muslim) people set up camp and the noblemen of the entire Mongol nation had gathered at Buqa Sočiγai. When Yisüngge shot at the long dictance (shooting contest), he shot an arrow 335 fathoms".
В настоящее время в описании экспоната в Государственном Эрмитаже используется такой вариант перевода надписи:
Когда после завоевания сартаульского народа Чингисхан собрал нойонов всего монгольского улуса в местности Буха-Суджихай, Есунхэ выстрелил (из лука) на 335 саженей.